# Новоторжская улица
Новото́ржская улица (до 1923 года — Косая Новоторжская улица, до 1952 года — Красноармейская улица, до 1991 года — улица Правды) — улица в центре Твери, соединяющая площади Тверскую и Михаила Тверского.

## История

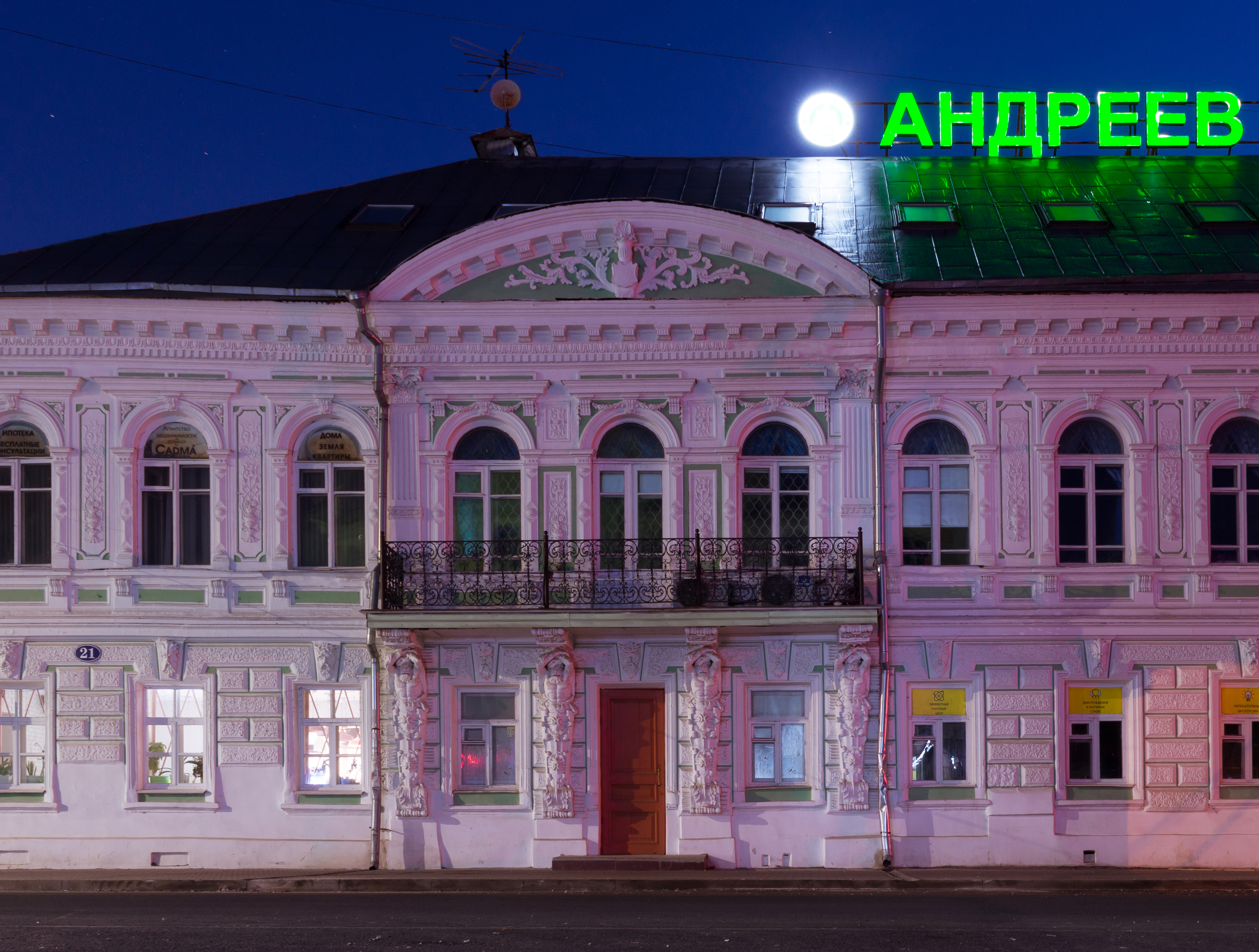
Городская усадьба конца XVIII века (дом Ваганова) по адресу: Новоторжская, 21.

Спланирована в 1760-е годы архитектором П. Р. Никитиным, вместе с нынешними улицами Вольного Новгорода и Советской образовывала три луча трёхлучевой планировки центра города. На Новоторжской улице сохранился ряд домов второй половины XVIII века (№ 9 Дом Куровых, № 20 Дом Швальвича, № 21 Дом Вагановых и № 25), конца XVIII — начала XIX веков (№ 11 Дом Карпова и 15), дом № 31 построен в 1811 году по проекту архитектора К. И. Росси. В конце XIX — начале XX века были построены дома: № 2, 4 (Дом Шлыгиных), 6а, 10 и 12б. Во время немецкой оккупации города (с октября по декабрь 1941 года) многие дома на Новоторжской улице были повреждены, в послевоенные годы некоторые из них восстановлены, на месте других построены новые здания, например, № 7 (1950—1953, архитектор Ф. И. Макаров) и № 23 (1954, архитектор И. П. Изотов),
В 1968 году по улице открыто троллейбусное движение.

## Расположение
Новоторжская улица проходит с запада на восток (с небольшим уклоном на север) по территории Центрального района Твери, вдоль правого берега Волги. Начинается от Тверской площади, пересекает Свободный переулок, Тверской проспект, Трёхсвятскую улицу и упирается в Советскую площадь.
В настоящее время на Новоторжской улице также находятся: гостиница «Центральная» (№ 1), офис «Тверьнефтепродукта» (№ 6), «Андреев Софт» (№ 21).

Ф О Т О Г А Л Е Р Е Я
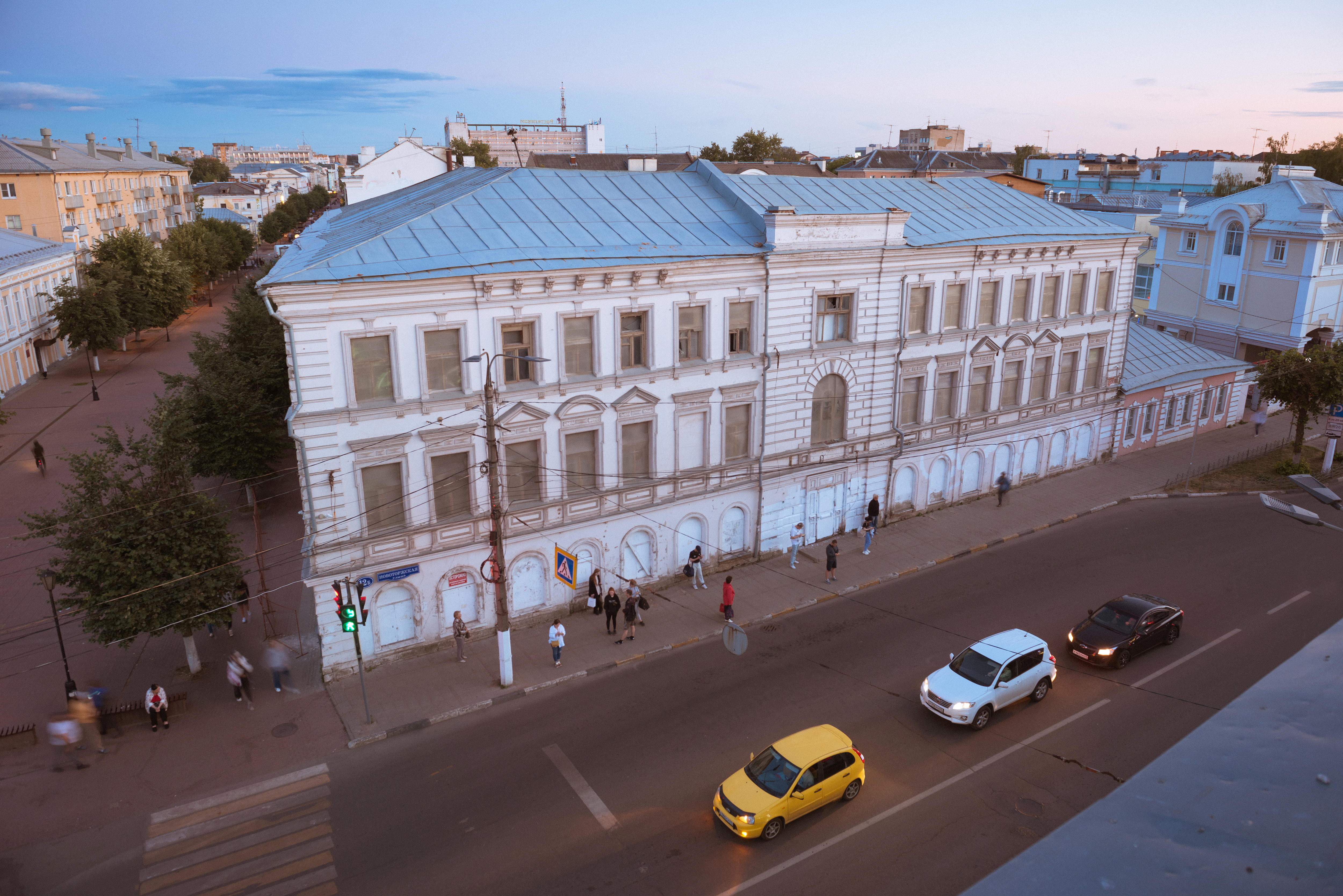
Вид на бывшее здание гостиницы «Лондон» (в советский период - ресторан «Волга») с крыши дома №23 по Новоторжской.
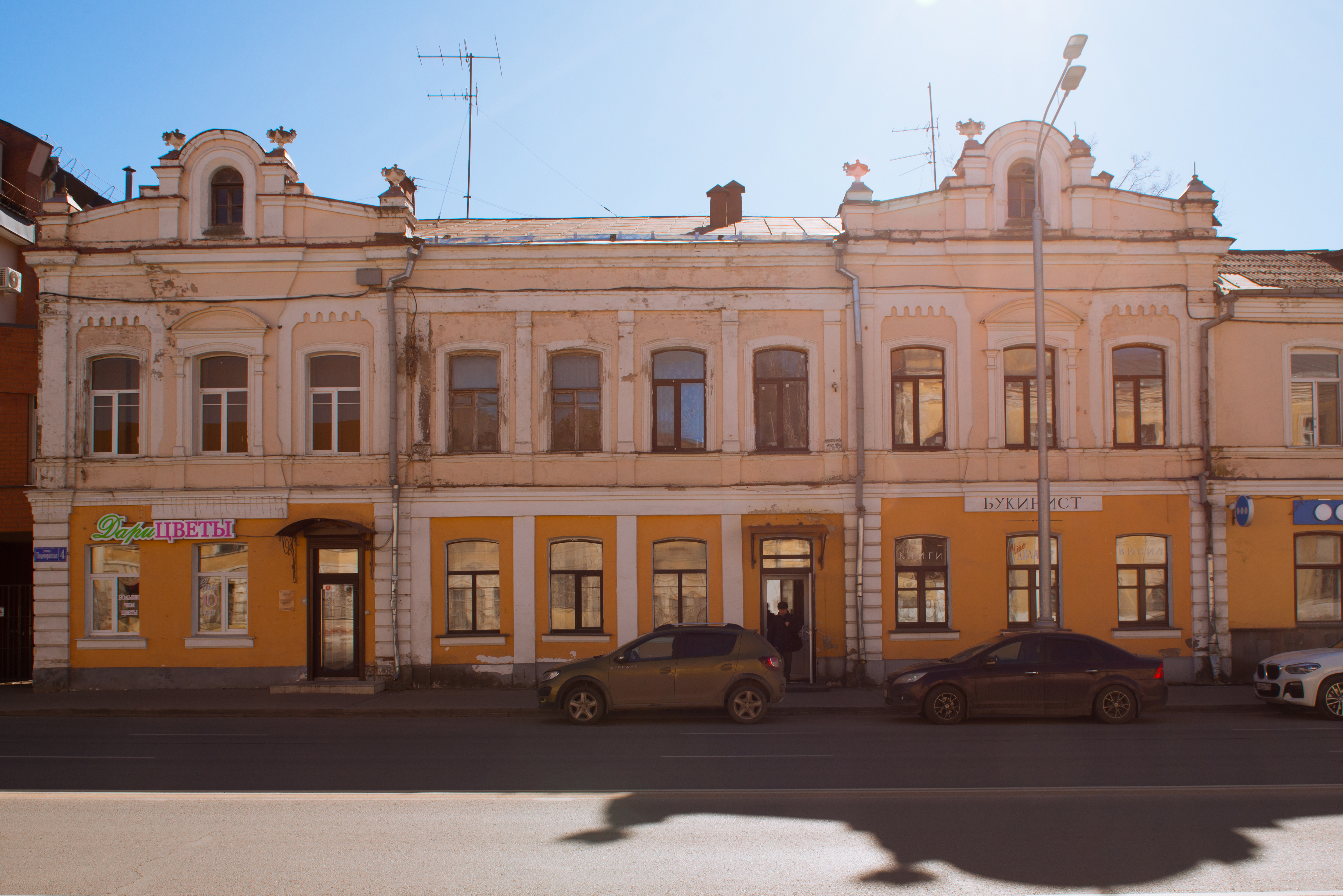
Главный объем городской усадьбы Шалыгиных по улице Новоторжская, 4.
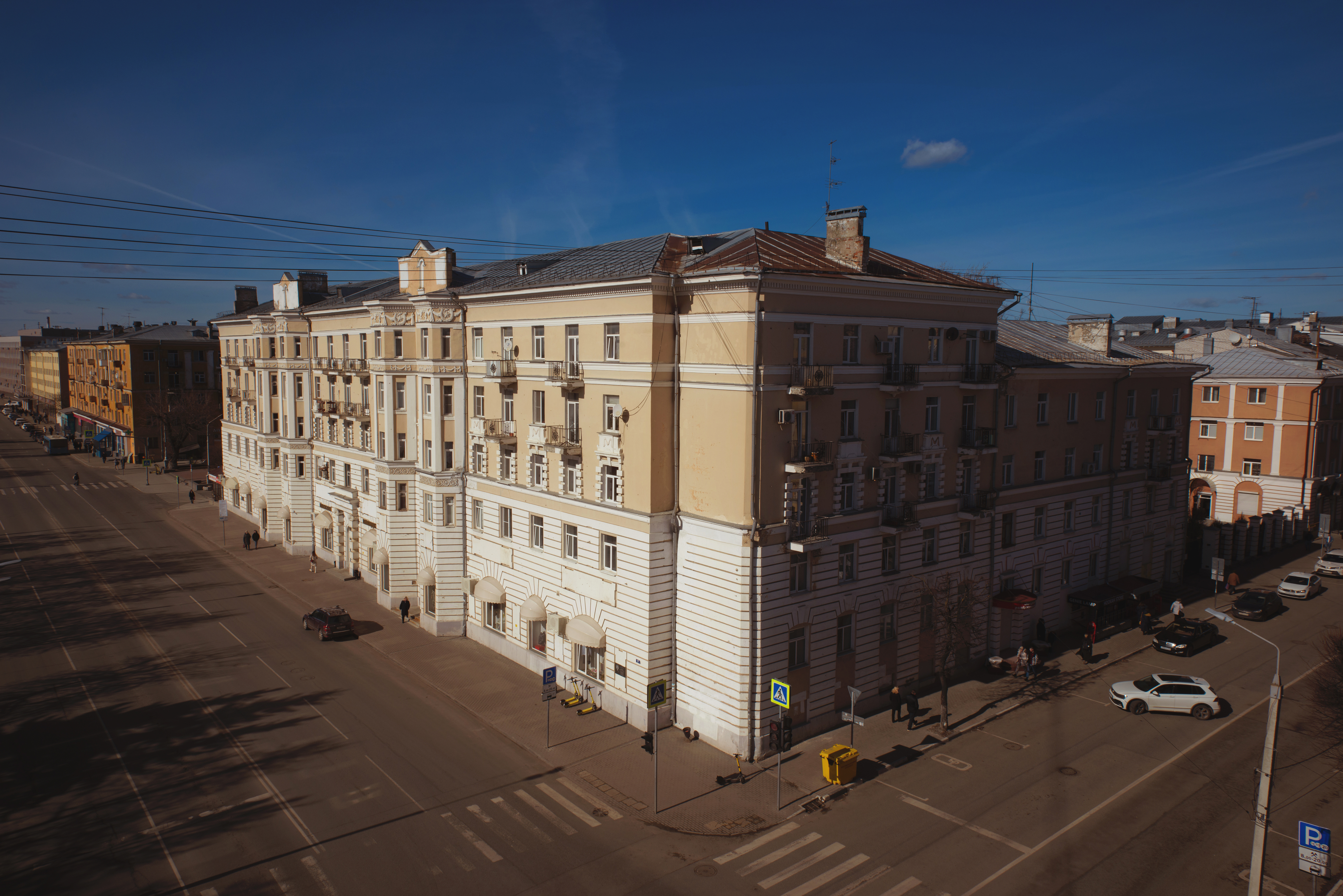
Новоторжская ул., №7. Бывший жилой дом для партийных и советских работников.
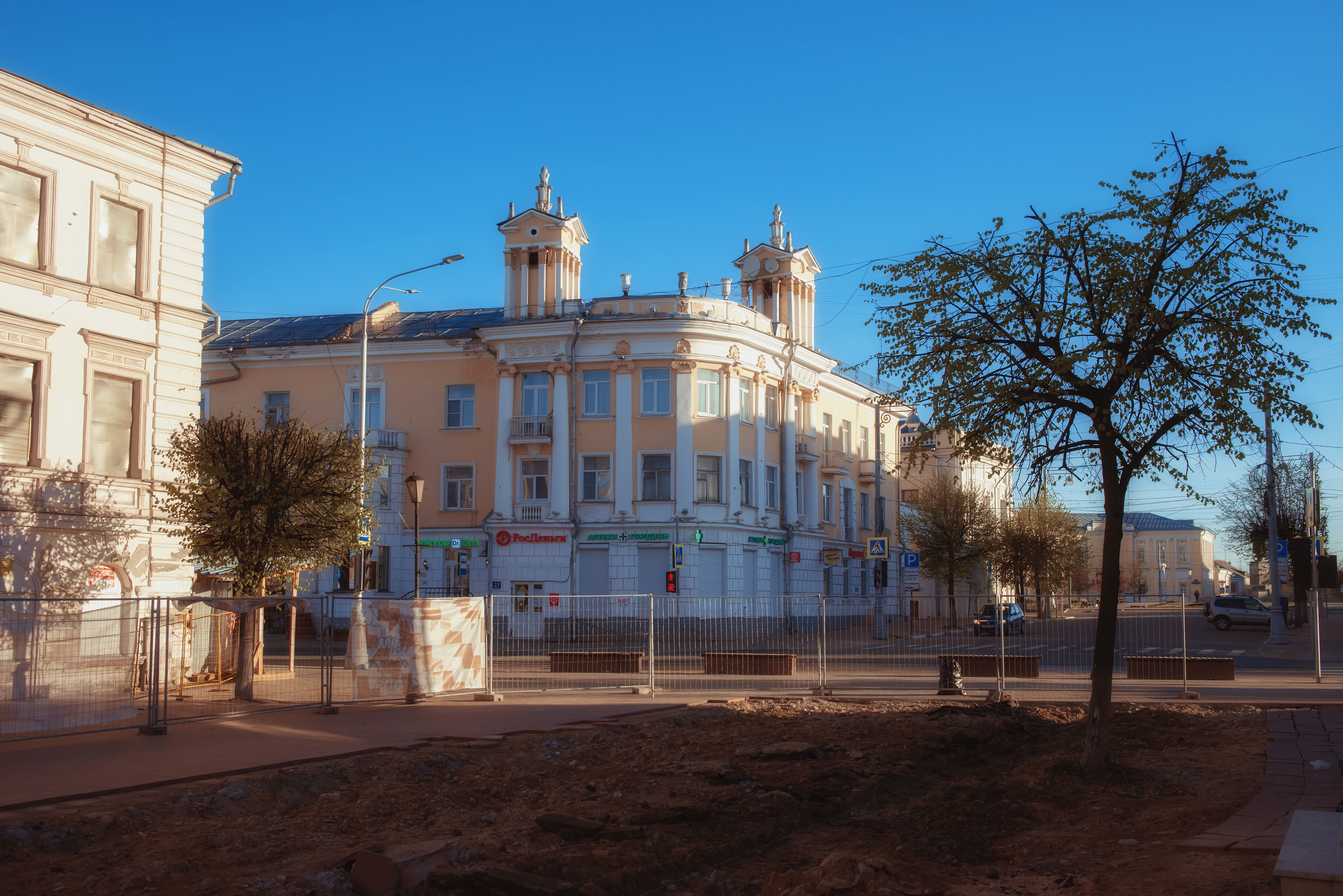
Дом №23 по Новоторжской. Вид с Трёхсвятской. Можно видеть начало работ по реконструкции улицы.